# 아델베르트 폰 샤미소
아델베르트 폰 샤미소(Adelbert von Chamisso, 1781년 1월 30일 ~ 1838년 8월 21일)는 독일의 시인이다.
프랑스 혁명으로 독일에 망명한 프랑스 귀족 출신이다. 군인이 되었고 낭만주의 문인들과 교제하였다. 1815년부터는 식물학자로서 세계일주에 참가하였다. 프랑스인(人)이면서도 독일을 사랑한 그는 조국을 못 가진 사나이의 모습을 ‘그림자를 팔아 버린 사나이의 이야기’로 알려진 <페터 슐레밀의 기이한 이야기>(1816)에서 묘사하고 있다. 또한 서정시 <여자의 사랑과 일생>도 알려져 있는 작품이다.

## 개요
샤미소는 1781년 1월 프랑스 샹파뉴 소재 봉쿠르 성에서 태어났고, 1838년 8월 21일 프로이센 수도 베를린에서 사망해 그곳의 예루살렘 교구 및 신교구 공동묘지에 묻혔다.
샤미소 가족은 프랑스 대혁명(1789)에 따른 위기에 직면해서 1792년 프랑스를 떠나 베를린으로 이주했다. 샤미소는 1796년 루이제 왕비의 시동이 되었다가, 역시 왕비의 조처로 개인 교습을 받고 베를린의 프랑스 김나지움에서 수학했다. 1798년 프로이센군에 사관후보생으로 들어가 1801년 소위가 되었으나, 입대 후부터 군 복무의 경직성과 장교단의 고루함에 거부감을 느꼈다.
그는 빌헬름 슐레겔의 ＜순수문학과 예술에 관한 강의＞(1801∼1803)에 자극을 받아 “북극성 연맹”이 결성되었는데, 샤미소 외에 파른하겐 폰 엔제, 율리우스 에두아르트 히치히, 빌헬름 노이만, 요한 페르디난트 코레프 등이 이 단체에 가담했다. 파른하겐과 샤미소가 공동으로 간행한 ≪녹색 뮤즈 연감≫(라이프치히 1805, 베를린 1805∼1806)은 초기 낭만주의풍의 미숙한 작품집으로 분류되면서 별다른 주목을 받지 못했다. 1806년 집필된 ≪아델베르트 우화≫(초판: ≪작품집≫, 라이프치히 1836)는 낭만주의 시인 노발리스(Novalis)의 영향을 받아 꿈의 상징과 자연 우의(寓意)를 엮은 예술동화집이다. 미완성 희곡 ＜행운아의 돈주머니와 요술 모자＞(1895)는 루트비히 티크를 귀감으로 삼아 민중본들의 소재를 천착했는데, 여기에서 이미 ‘슐레밀’ 이야기를 특징짓는 행복과 돈의 변증법이 주제화되었다.
1810년 파리에서 파른하겐과 빌헬름 슐레겔을 다시 만났는데, 슐레겔의 소개로 스타엘 부인 주변의 모임에 들어가게 되었다. 1811년 초에 그녀를 따라 스위스 제네바 호반의 코페트 성으로 망명해 1년 이상 그곳에 머물렀다. 알프스 지방에서 식물학에 관심을 갖게 된 그는 1812년 베를린으로 돌아와 31세에 자연과학 공부를 새로 시작했다. 쿠너스도르프 영지에서 이첸플리츠 백작의 손님으로 지내면서 ≪페터 슐레밀의 기이한 이야기≫(뉘른베르크 1814)를 썼는데, 바로 이 작품이 19세기의 가장 인기 있는 독일어 소설의 하나로 떠올랐다.
히치히의 주선으로 그는 오토 폰 코체뷔 선장이 지휘하는 러시아 탐험선의 세계 일주 항해(1815∼1818)에 자연 탐험가로 참여할 기회를 얻었다. 19세기에 샤미소는 널리 인정받는 식물 지리 분야의 권위자이자 엄격한 경험론적 기술(記述) 식물학의 대표자로 간주되었고, 남태평양 지역의 자연·문화·역사에 관해 중요한 논문들을 발표했으며, 빌헬름 폰 훔볼트의 연구를 계승해 ＜하와이 언어에 대해＞(베를린 1837)라는 논문을 집필했다. 그의 저서 ≪1815∼1818년의 세계 여행. 일지≫(베를린 1836)는 독일어 기행문학의 탁월한 작품들 중 하나로 평가받는다. 샤미소는 1819년 베를린대학교의 명예박사로, 1835년에는 알렉산더 폰 훔볼트의 추천에 따라 베를린학술원 회원으로 추대되었고, 직업상으로는 1819년부터 베를린 쇠네베르크에 있는 식물표본실 및 식물원 원장으로 일했다.
샤미소는 ≪페터 슐레밀의 기이한 이야기≫의 재판(베를린 1827) 부록에 실린 그의 가곡과 담시들이 큰 반향을 불러일으키자, 그 후 시인적 능력에 자신감을 얻어 다방면의 생산적인 시인으로서 괄목할 만한 성과를 거두었고, 이 분야에서 그의 인기는 세기 전환기까지 지속되었다.